# Trolleybus de Solingen
Le trolleybus de Solingen est un réseau de trolleybus qui dessert l'agglomération allemande de Solingen (Land de Rhénanie-du-Nord-Westphalie). C'est l'une des trois villes allemandes, avec Eberswalde et Esslingen am Neckar, à être actuellement dotée d'un tel réseau.
Le réseau, créé le 19 juin 1952, compte en 2012 six lignes, dont l'une dessert également Wuppertal. Ce réseau est complémentaire du réseau d'autobus, qui compte 15 lignes en 2008, et, à cette date, il transportait 65 % des 26 millions d'usagers des transports urbains de l'agglomération.

## Historique

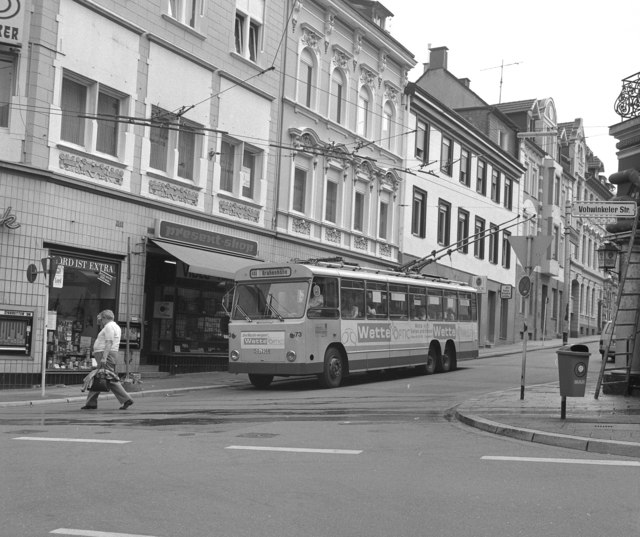
Trolleybus O-bus à Rubensstrasse, Vohwinkel, en 1986

Le réseau succède au réseau du tramway de Solingen, détruit pendant la Seconde Guerre mondiale. Il a fait l'objet d'extensions dans les années 1980 et en 1993, avec la mise en service de deux lignes supplémentaires.
Une étude publiée dans les années 1990 indiquait que le coût des trolleybus était inférieur à celui des autobus diesel, ce qui a amené un débat. Celui-ci a permis de mettre en évidence les avantages du système de trolleybus, qui justifient de le préserver. Ces avantages étaient notamment le fait que le trolleybus permettait d'éviter des émissions directes de polluants et la large acceptation des habitants, ainsi que le fait que les trolleybus modernes sont jusqu'à 70% plus efficaces que les autobus alors disponibles.

## Réseau actuel

### Aperçu général
| Ligne | Itinéraire                                | Durée du trajet (en minutes) | Nombre d'arrêts |
| ----- | ----------------------------------------- | ---------------------------- | --------------- |
| 681   | Hauptbahnhof – Hästen                     | 36                           | 28 / 27         |
| 682   | Hauptbahnhof – Höhscheid-Brockenberg      | 45 / 43                      | 32              |
| 683   | Gare Wuppertal-Vohwinkel – Burger Bahnhof | 47 / 46                      | 36 / 35         |
| 684   | Schule Widdert – Hasselstraße             | 27 / 28                      | 22              |
| 685   | Aufderhöhe – Hasselstraße                 | 33 / 34                      | 24 / 23         |
| 686   | Schule Widdert – Aufderhöhe               | 40 / 39                      | 29              |

Dans le centre-ville, la section entre Place de l'hôtel-de-Ville - Mühleplatz - Graf-Wilhelm-Platz constitue un tronc commun partagé par les six lignes de trolleybus.
La ligne 683 a utilisé une plaque tournante pour trolleybus jusqu'au 15 novembre 2009.
Sur la ligne 683, la ligne aérienne de contact est interrompue sous un pont situé près de la gare ferroviaire Vohwinkel à Wuppertal et de Burg Seilbahn à Burger Bahnhof, impliquant l'usage de véhicules bi-mode, capables de circuler en propulsion diesel sous ce point particulier

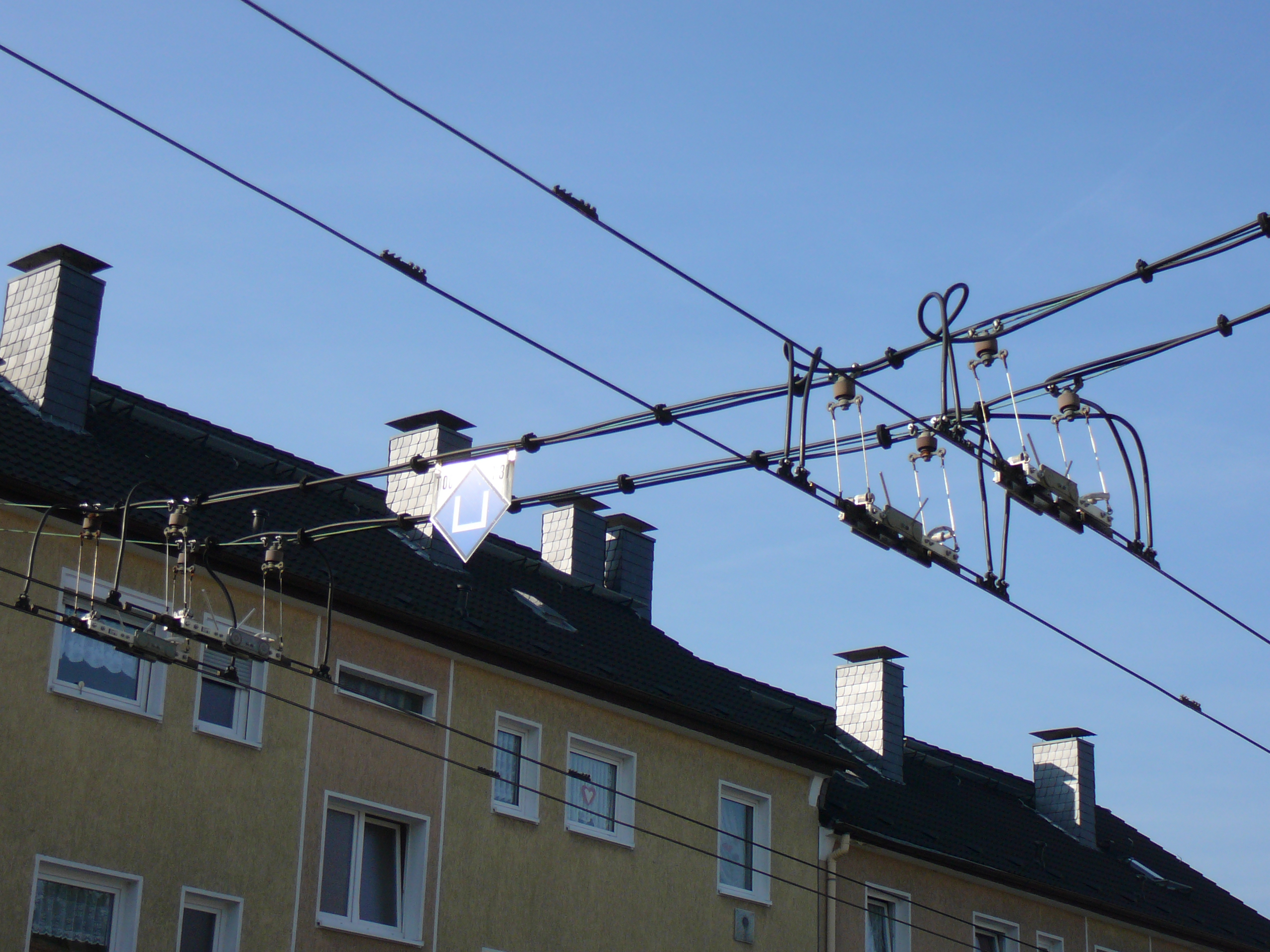
Ligne de contact sur Gräfrather Straße
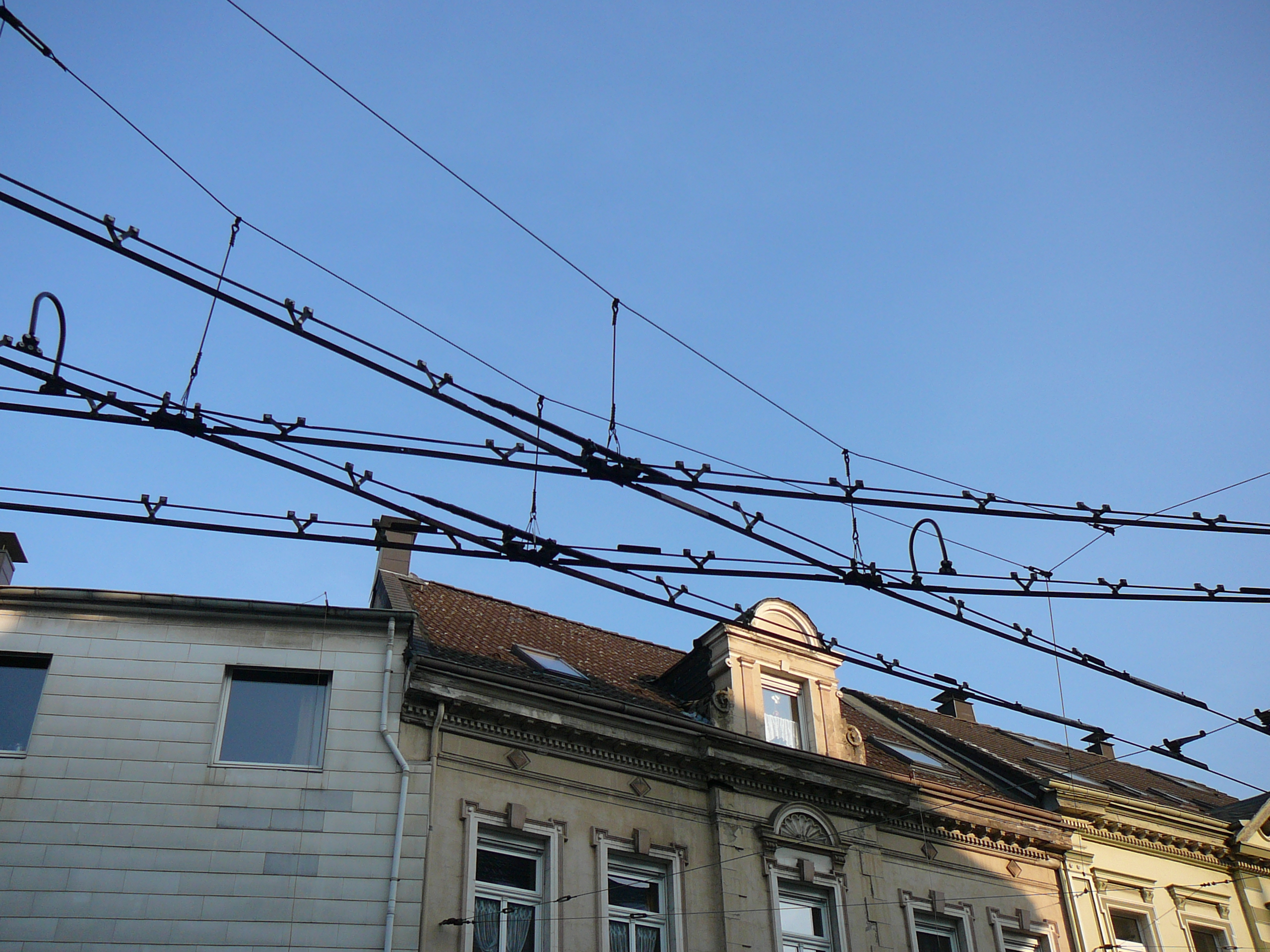
Croisement de lignes de contact sur Gebhardtstraße
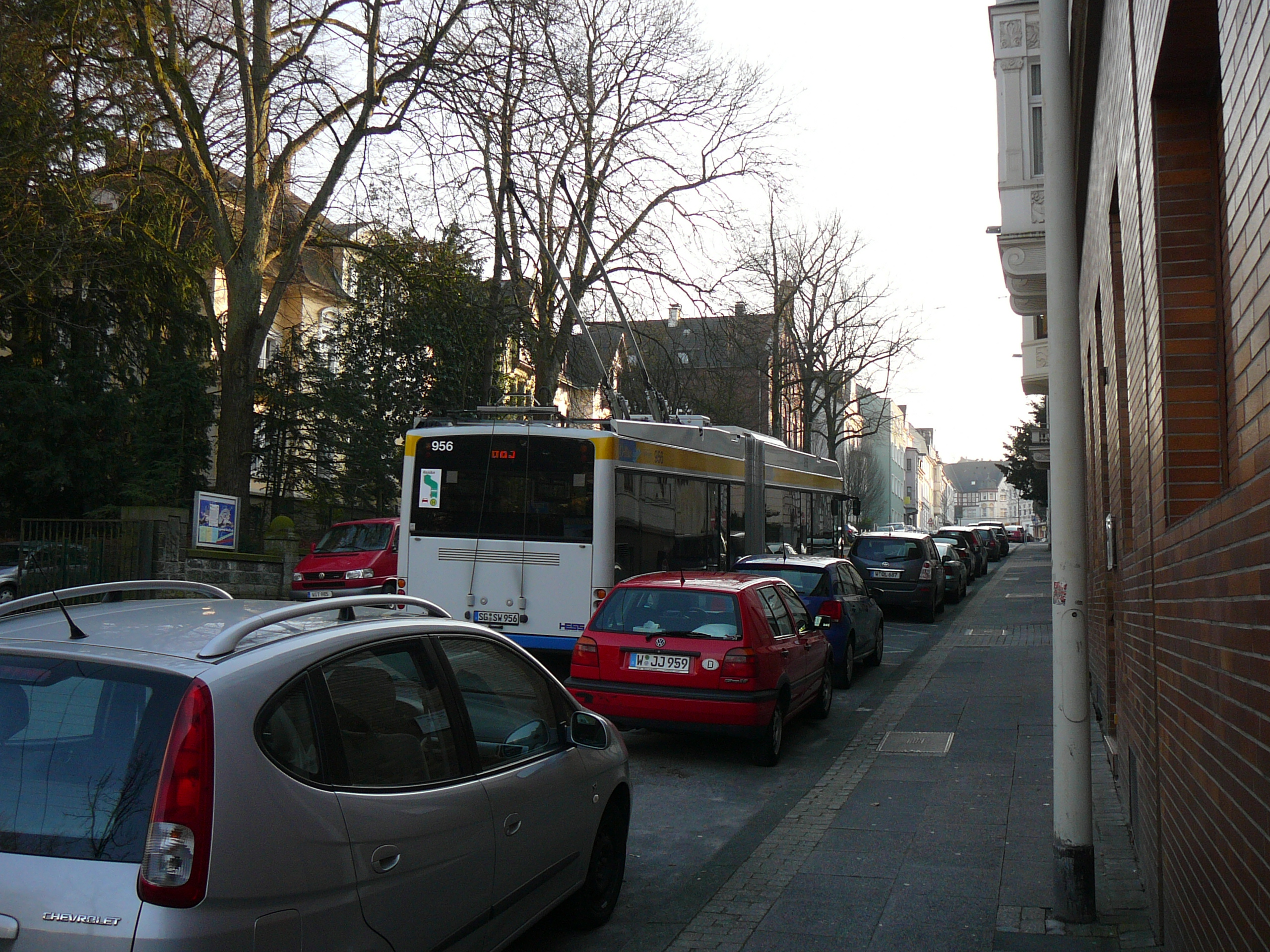
Trolleybus dans la circulation, sur Gräfrather Straße
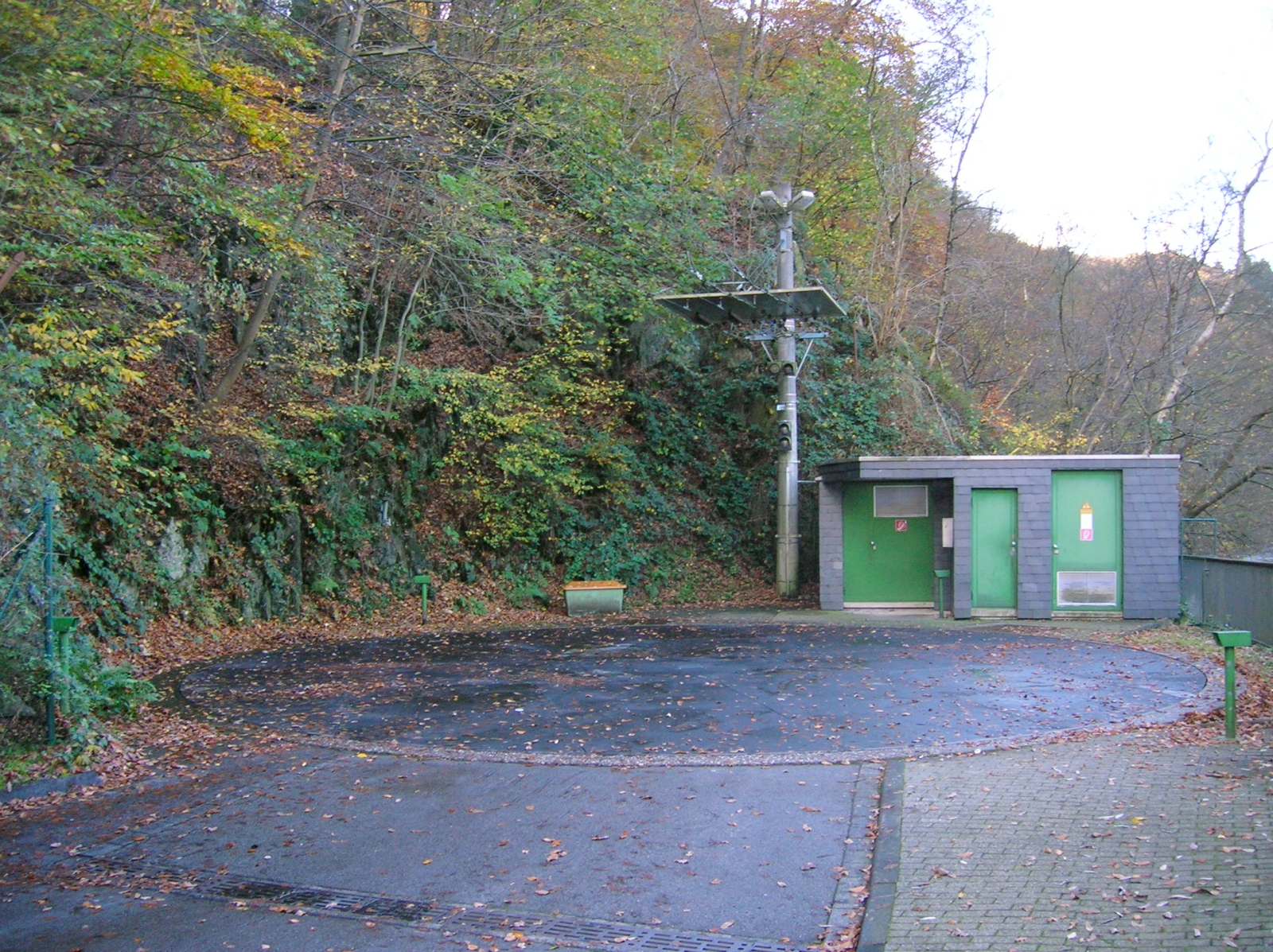
La plaque tournante à Solingen-Burg, en 2005

### Matériel roulant
Le réseau utilise :
- 15 trolleybus articulés Berkhof/Traxis, livrés en 2001/2002 et immatriculés 171-185
- 20 trolleybus articulés Van Hool Kiepe AG300T, livrés de 2001 à 2003 et immatriculés 251-270
- 15 trolleybus articulés Hess-Kiepe type Hess Swisstrolley III, livrés de 2009 à 2010, dotés d'un plancher bas intégral et immatriculés 951-965. Ils sont capables de circuler sans ligne de contact, grâce à un moteur auxiliaire diesel conforme à la norme Euro V de 100 kW[1],[2],[3].

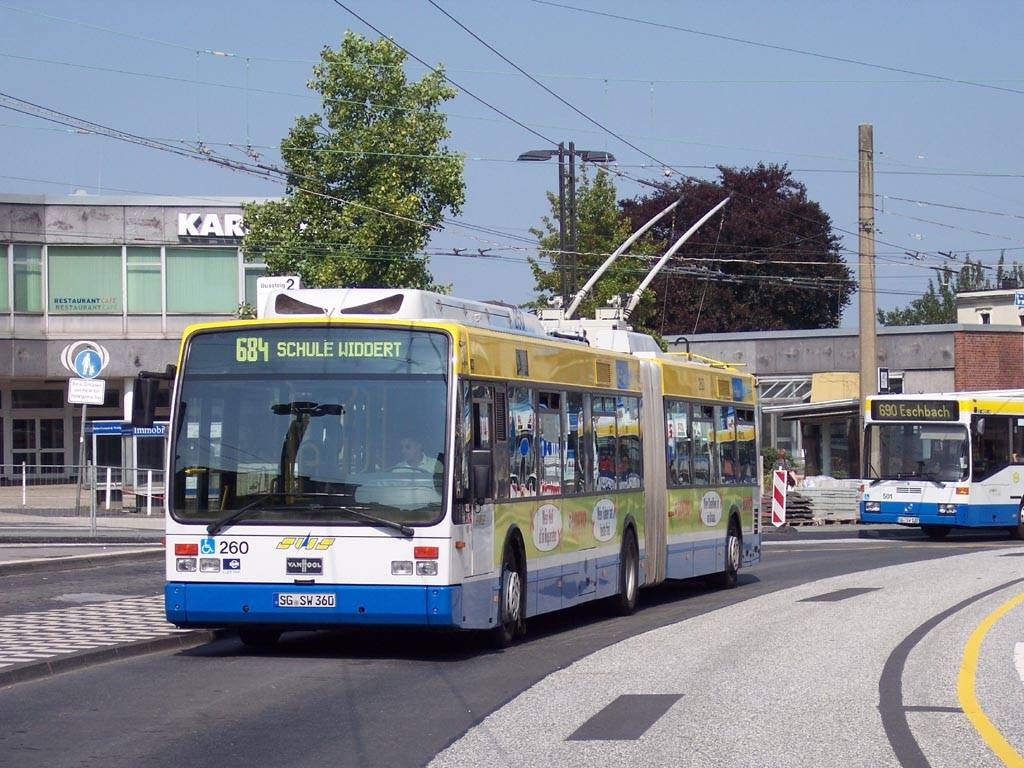
Trolleybus  Vanhool-Kiepe no 260 en 2005
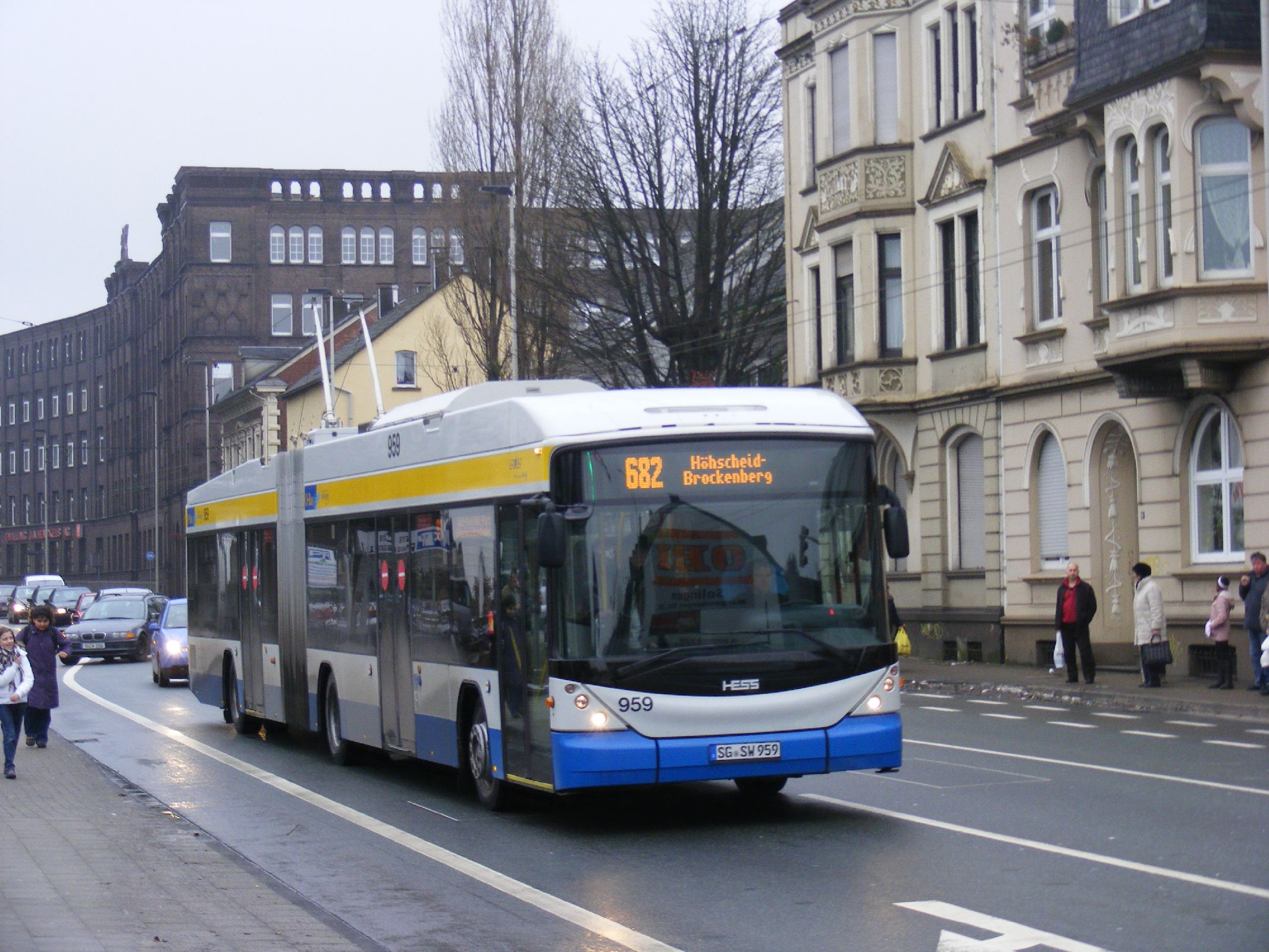
Trolleybus Hess-Kiepe no 959 en 2010

### Matériel particulier

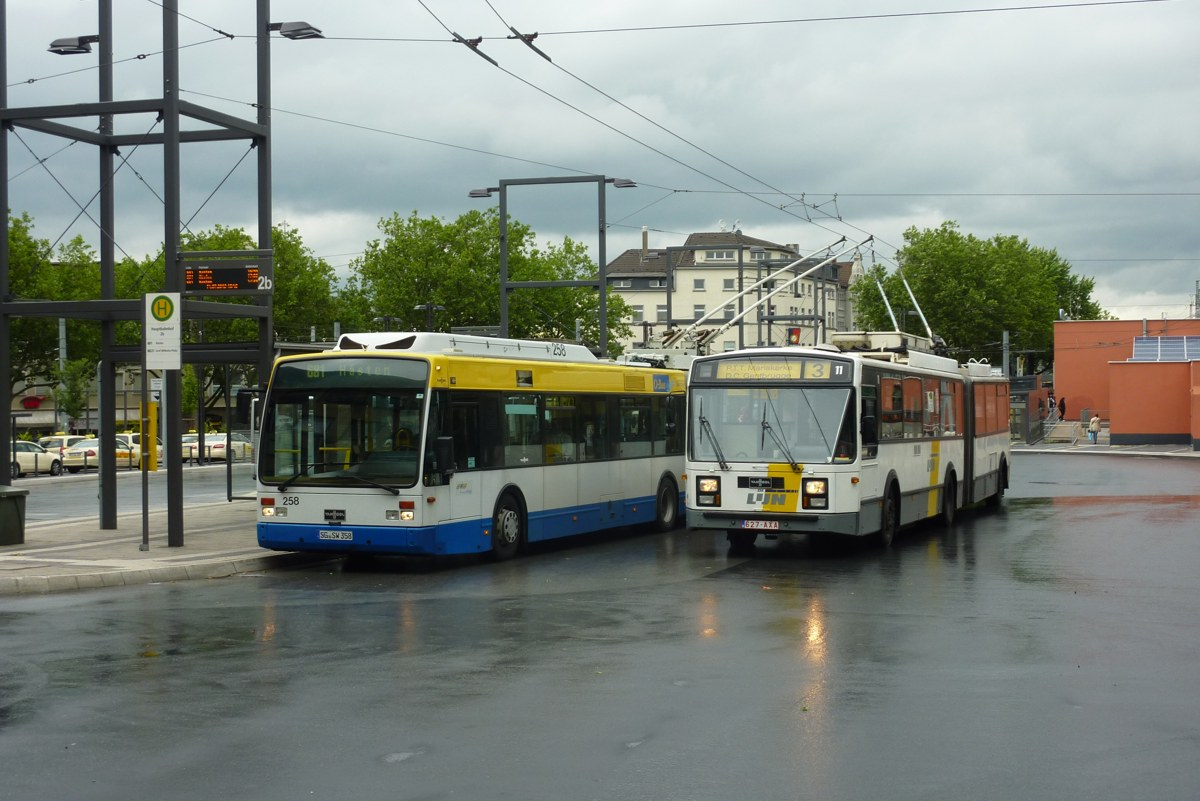
Le trolleybus 11 de Gand à côté du trolleybus 258 de Solingen en juin 2012

En juin 2012, le trolleybus 11 du trolleybus de Gand a participé aux célébrations des 60 ans d'existence du réseau de Solingen. Jusqu'en mai 2017, le trolleybus 11 est hébergé dans les installations de la  SWS (de), la compagnie de transport de la ville. Il circula occasionnellement sur ce réseau lors de balades réservées aux amateurs.